# L.A. Love (La La)
L.A. Love (La La) è un singolo della cantante statunitense Fergie, pubblicato il 29 settembre del 2014. Esso è il primo singolo estratto del suo secondo album da solista Double Dutchess (2017)
Il brano, scritto da Fergie Duhamel insieme a Dijon McFarlane, Shomari Wilson, Royce Thomas e Theron Thomas, è stato prodotto da Mustard e anticipa l'uscita del secondo album in studio dell'artista, di prossima pubblicazione.

## Tracce
Download digitale
1. L.A. Love (La La) – 3:12